# たいらスキー場
たいらスキー場（たいらスキーじょう）は、富山県南砺市梨谷にあるスキー場である。スノーボードは全面滑走可能。ナイター営業も行っている（2023年時点で休止中）。
また近隣には、全日本スキー連盟公認の「たいらクロスカントリーコース」（南砺市小来栖）がある。こちらは2023年5月にローラースキー専用コース（北陸初）が着工し、同年10月末に完成、同年11月12日にお披露目式が行われた。

## 概要
1985年（昭和60年）12月20日、梨谷スキー場にスキーリフトを設置して本格的なスキー場としてオープンした。1987年（昭和62年）12月19日には第2ロマンスリフトが完成した。
富山県高校総体スキー競技や富山県民スキー大会が開かれるなど各種大会の会場となっている（開催された大会は後述）。

### 開催された競技大会
- 2006年（平成18年）：中部日本スキー大会[1]
- 2007年（平成19年）：全国高等学校スキー大会[1]
- 2013年（平成25年）：全日本フリースタイルスキー選手権大会（モーグル）[1]
- 2015年（平成27年）：中部日本スキー大会[1]
- 2017年（平成29年）：全日本フリースタイルスキー選手権大会（モーグル）[1][10]
- 2020年（令和2年）：第75回国民体育大会冬季大会（とやま・なんと国体、ジャイアントスラローム）[1][2][11][12]
- 2021年（令和3年）：全日本フリースタイルスキー選手権大会（モーグル）[13]
- 2023年（令和5年）：中部日本スキー大会（開催予定）[14][15]

## コース
- 3基のペアリフト[6]で5本のコースが設置されている[3]。
- 第1ペアリフト横にサンキッド（動くベルトリフト）が設置されている。

## 施設
- センターハウス・メープル
- ロッジ峰（宿泊、休憩、レンタル、貸ロッカー） 大会時には食堂が役員・選手・保護者の控え室になる。
- ロッヂシマヤ（宿泊、休憩、レンタル、貸ロッカー）
- 駐車場は2か所ある。

## 交通アクセス
自動車
- 東海北陸自動車道 福光ICより約20分[1]。